# لوئیس اف. روتشیلد
لوئیس اف. روتشیلد (انگلیسی: Louis F. Rothschild; ۴ سپتامبر ۱۸۶۹ – ۱۵ ژوئن ۱۹۵۷) کارآفرین و بانکدار آمریکایی بود، که در سال ۱۸۹۹ شرکت ال.اف. روتشیلد را تأسیس کرد.